# Novo Tempo (gravadora)
A Gravadora Novo Tempo é um selo fonográfico que faz parte da Rede Novo Tempo de Comunicação e é responsável pela produção e distribuição de produtos audiovisuais para a Igreja Adventista do Sétimo Dia no Brasil e nos países que compõem a Divisão Sul-Americana.
A gravadora teve início com o nome de A Voz da Profecia, a partir da década de 60, quando o quarteto Arautos do Rei iniciou sua carreira independentemente no Brasil como parte integrante do ministério evangelístico de A Voz da Profecia. Suas músicas eram gravadas em fitas K7 e LPs e vendidas para todo o território nacional.
Durante as décadas de 80 e 90, outros cantores passaram a integrar o cast de A Voz da Profecia os cantores de grande renome, como Sonete, Fernando Iglesias, Josué de Castro e Rogério Reis.
A partir de 2000 mais cantores e grupos musicais passaram a fazer parte da gravadora e adotou o nome de Gravadora Novo Tempo.
Em 2004 a gravadora começou a expandir sua divulgação em rádios, TV, revistas e também pela internet. A gravadora também adotou o slogan "Música que toca o coração" .
A partir de 2013 a Gravadora Novo Tempo passou a produzir o projeto Adoradores Novo Tempo, com os cantores do próprio cast. O primeiro álbum foi lançado em 2013 com o título Adoradores com 13 faixas, o segundo álbum foi lançado em 2015 com o título Adoradores 2 (Ao Vivo) com 13 faixas, o terceiro álbum foi lançado em 2017 com o título Adoradores 3 (Ao Vivo em Recife) com 14 faixas e o quarto álbum foi lançado em 2019 com o título Adoradores 4 (Ao Vivo) com 10 faixas, sendo este gravado na sede da Novo Tempo. Todos os álbuns do projeto já estão disponíveis nas plataformas digitais.

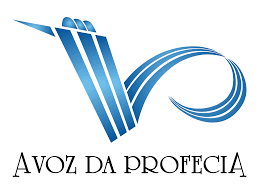
Logotipo usado pela gravadora nos anos 1990/2000.

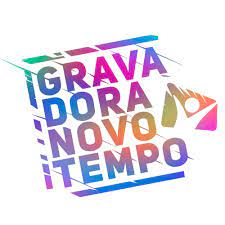
Logotipo atual da Gravadora Novo Tempo

## Artistas e Grupos Atuais
- Ana Beatriz
- Arautos do Rei
- Art'Trio
- Bauzinho
- Cintia Alves
- Cynthia Nascimento
- Daniel Lüdtke
- Danilo Melo
- Darlene Lima
- Débora Schmitz
- Dennis Monteiro
- Dilson Castro
- Dilson e Débora
- Discípulos
- Douglas Lira
- Edson Nuñez
- Eliel Oliveira
- Fernanda Lara
- Fernando Iglesias
- Gabriel Prado
- Gabriel Tavela
- Grupo Órion
- Grupo VP
- Irmãos
- Iveline
- Jairo Souza
- Jeferson Pillar
- Jessica Dantas
- Joyce Zanardi
- Kelwin Ramos
- Laura Morena
- Laura Siderac
- Luiz Claudio
- Marcos Rocha
- Margem Norte Kids
- Margem Norte
- Marllos Molino
- Matheus Rizzo
- Melissa Barcelos
- Michely Manuely
- Minha Vida é Uma Viagem
- Ministério Vox
- Os Meireles
- Ozéias Reis
- Patricia Romania
- Paula Chacon
- Pr. Felippe Amorim
- Rawfy Welton
- Rayre Mota
- Robson Fonseca
- Ronaldo Fagundes
- Rodrigo Wegner
- Sagunto Campus Kids
- Samuel Antunes
- Samuel Lóia
- Sullivan Dutra
- Tatiana Costa
- Temis Handeri
- Thanise Bittencourt
- Tia Cecéu
- Vagner Dida
- Vanderson Santos
- Weslley Fonseca